# ريبيكا ماسترتون
ريبيكا ماسترتون هي عالمة مسلمة شيعية بريطانية ومؤلفة ومقدمة تلفزيونية.

## الحياة المبكرة
ولدت ماسترتون في عائلة مسيحية. اعتنقت الإسلام في عام 1999 وأصبحت مسلمة شيعية في عام 2003. انتقلت إلى لندن في سن الثامنة عشرة. درست في كلية الدراسات الشرقية والإفريقية في لندن، وحصلت على شهادة البكالوريوس في الدراسات اليابانية، وشهادة الماجستير في الأدب الشرقي والإفريقي المقارن، وشهادة الدكتوراه في الأدبيات الفرنسية و الأدب الإسلامي الصوفي في غرب أفريقيا.

## المسيرة المهنية
تركز أعمال ماسترتون الأكاديمية على الصوفية الغربية الأفريقية، والروحانية الشيعية، والاستعمار، والحداثة. وقد درَّست سابقاً في كلية بيركبيك وجامعة لندن.
ظهرت في برامج الإعلام الإسلامي الإيراني من قبل قناة سحر، بريس تي في، هادي تي في وفي قناة الإذاعة الشيعية البريطانية قناة أهل البيت.
وهي أيضًا محاضرة كبيرة في الكلية الإسلامية في لندن.
كما نشرت كتابها للقصص القصيرة مرور خلال الحلم...إلى الجانب الآخر.